# Gordon M. Shepherd

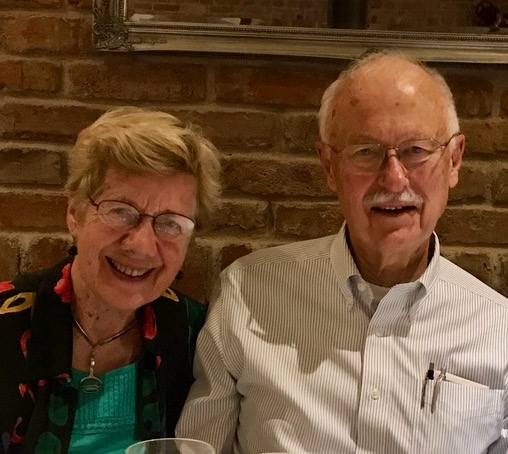
Gordon M. Shepherd und seine Frau Grethe Shepherd (2018)

Gordon Murray Shepherd (* 21. Juli 1933 in Ames, Iowa, USA; † 9. Juni 2022 in New Haven, Connecticut, USA) war ein US-amerikanischer Neurowissenschaftler, der experimentelle und computergestützte Grundlagenforschung (Modellbildung und Simulationen) betrieb. Seine Forschung konzentrierte sich darauf, wie Neuronen in Mikroschaltkreisen organisiert sind, um die Funktionen des Nervensystems zu erfüllen. Als Modell diente das Riechsystem, das sich über mehrere räumlichen, zeitlichen und fachlichen Ebenen erstreckt. Seine Studien reichten von molekularen bis hin zu verhaltensbiologischen Aspekten, was durch eine jährliche Vorlesung an der Yale University über „Integrative Neurowissenschaften“ anerkannt wurde. Zum Zeitpunkt seines Todes war er emeritierter (in den Ruhestand versetzter) Professor für Neurowissenschaften an der Yale School of Medicine.

## Ausbildung
Shepherd schloss sein Studium an der Iowa State University mit einem BA (Bachelor of Arts), an der Harvard Medical School mit einem MD (Medical Degree) und an der University of Oxford mit einem DPhil ab.

## Werk
Im Rahmen seiner Dissertation über die Elektrophysiologie des Riechkolbens (Bulbus olfactorius) erstellte Gordon M. Shepherd 1963 eines der ersten Diagramme eines Mikroschaltkreises im Gehirn. Darauf aufbauend konstruierte er am National Institute of Health (NIH) zusammen mit Wilfrid Rall, der damals das neue Gebiet der „Computational Neuroscience“ begründete, die ersten Computermodelle von Gehirnneuronen: der Mitralzelle und der Körnerzelle im Riechkolben, der ersten Umschaltstelle für die Signale der Riechsinneszellen. Die Modelle prognostizierten bis dato unbekannte dendritische Interaktionen (Dendrodendriten) zwischen zwei Typen von Neuronen, den Mitral- und Körnerzellen. Spätere elektronenmikroskopische Untersuchungen bestätigten diese Interaktionen. Daraus ergab sich die Hypothese, dass die Interaktion zwischen den Dendriten (1) eine laterale Hemmung bei der Verarbeitung sensorischer Reize vermittelt und (2) eine oszillatorische Aktivität erzeugt, die an der Geruchsverarbeitung beteiligt ist. Die Prognose implizierte die Existenz aktiver Eigenschaften in den Dendriten, was durch spätere Untersuchungen bestätigt wurde. Infolgedessen berücksichtigt das Modell nicht-topographische Interaktionen im gesamten Riechkolben. Die Arbeit wurde in die Reihe „Essays on APS [American Physiological Society] Classic Papers“ aufgenommen. Die Zusammenarbeit von Wilfrid Rall und Gordon M. Shepherd, die 1968 im Journal of Neurophysiology veröffentlicht wurde, wird als der Höhepunkt dieser Art von Forschung innerhalb der „Computational Neuroscience“ gesehen. Im Gegensatz zu früheren Arbeiten, die einen konzeptionellen Rahmen lieferten, wagt sich diese Arbeit an die komplexen Strukturen eines spezifischen Systems, des Riechkolbens.
Shepherd ging dann der Frage nach, wie Gerüche im Gehirn repräsentiert werden. Mit Hilfe des damaligen bildgebenden medizinischen Verfahrens, der 2-Deoxy-D-glucose (2DG)-Autoradiographie, konnte erstmals gezeigt werden, dass Gerüche durch unterschiedliche räumliche Aktivitätsmuster in den Glomeruli des Riechkolbens, ein Nervenknäuel geformt von Verbindungen zwischen hauptsächlich Riechsinneszellen und Mitralzellen, kodiert werden. Dabei zeigte sich, dass die neuronale Grundlage des Geruchssinns bei Wirbeltieren in der Repräsentation von Gerüchen durch glomeruläre Aktivitätsmuster („Geruchsbilder“) besteht, die dann von den weit verteilten Mikroschaltkreisen des Riechkolbens verarbeitet werden. Zu den geruchsinduzierten Mustern gehörte ein „modifizierter Glomerularkomplex“, der erste eines Untersystems von spezifischen Glomeruli im Riechkolben.
Das Labor von Shepherd benutzte den Riechkolben als allgemeines Modell für die integrativen Aktivitäten neuronaler Dendriten. Es wurde dargestellt, dass Dendriten mehrere Recheneinheiten enthalten können, dass Aktionspotentiale, die sich rückwärts in Dendriten ausbreiten, spezifische funktionelle Operationen ausführen und dass dendritische Dornen als unabhängige Input-Output-Einheiten fungieren können. Sein Labor lieferte auch einen Grundschaltkreis für den Geruchscortex im Gehirn. Im Zuge dieser Forschung wurden neue Konzepte entwickelt, um die klassische „Neuronen-Doktrin“ zu ersetzen, und der Begriff „Mikroschaltkreis“ wurde eingeführt, um spezifische Muster synaptischer Interaktionen im Nervensystem zu charakterisieren. Diese und weitere neue Prinzipien der neuronalen Organisation wurden 1974 in dem Buch „The Synaptic Organization of the Brain“ zusammengefasst, welches fünf Auflagen erlebte und bei Google Scholar >2700 Mal zitiert wurde.
Shepherds Studien zur Geruchsbildgebung wurden durch den Einsatz der funktionellen Hochfeld-MRT (7 und 9 Tesla) erweitert, eine Arbeit, die in Kooperation mit seinem langjährigen Kollegen Charles Greer und Mitgliedern des Yale University Imaging Center durchgeführt wurde. Das Labor hat virale Tracing-Methoden eingeführt, um weit verstreute Cluster von Körnerzellen aufzudecken, von denen man annimmt, dass sie für die Verarbeitung der verteilten Glomeruli, die durch Geruchsreize aktiviert werden, notwendig sind. Die gewonnenen experimentellen Daten dienten der Erstellung neuartiger 3D-Computermodelle der verteilten Mitral- und Körnerzellen-Schaltkreise, um einen detaillierten Einblick in die Art der Verarbeitung zu erlangen, die der Geruchswahrnehmung zugrunde liegt.
Shepherds Labor, das experimentelle und computergestützte Grundlagenforschung kombiniert, gehörte zu der ersten Gruppe von Wissenschaftlern, die 1993 in das US-amerikanische Human Brain Project aufgenommen wurden. Das Ergebnis ist die Website „The SenseLab“, die eine Reihe von verschiedenen Neuroinformatik Datenbanken zur Unterstützung der Forschung über Geruchsrezeptoren, Geruchskarten, neuronale und dendritische Eigenschaften sowie neuronale und Mikroschaltkreismodelle enthält.

## Weitere Aktivitäten
Shepherd zeichnete sich dadurch aus, dass er in der Lage war, Forschungsansätze zu bündeln, so dass neue Theorien aufgestellt werden konnten. Das Riechsystem hat viele funktionelle Eigenschaften mit anderen Sinnessystemen wie Hören und Sehen gemeinsam, ist aber organisatorisch einzigartig, da Hören und Sehen wellenlängenabhängig sind. Die Frage für das Riechsystem war daher, welche Eigenschaft von Gerüchen die Grundlage für die Verarbeitung der Geruchswahrnehmung bildet. Dieses grundlegende Problem wurde durch die Simulation der molekularen Wechselwirkungen zwischen Geruchsmolekülen und den neu entdeckten Geruchsrezeptoren angegangen. Es wurden „Determinanten“ (ähnlich den Epitopen in der Immunologie) auf den Geruchsmolekülen identifiziert, die bestimmte Stellen auf den Rezeptoren, die Duftstoffe binden und die 2004 von Linda Buck und Richard Axel entdeckt wurden, aktivieren, um die Identität des Geruchsmoleküls zu kodieren.
In einem seiner anderen Projekte unternahm Shepherd den Versuch, den Begriff sowie die damit assoziierten Sinneseindrücke von Geschmack präziser zu definieren. Dies führte 2015 zu einem neuen Forschungsbereich, nämlich die „Neurogastronomie“, der auf seinem gleichnamigen Buch basiert ist und einer neuen wissenschaftlichen Gesellschaft, die International Society of Neurogastronomy (ISN), die erstmals von der National Institute of Deafness and Other Communication Disorders (NIDCD), Teil der National Institutes of Health (NIH) gefördert wurde. Shepherd wendete dieselben Prinzipien auf die Weinverkostung an, die er als „Neuroenologie“ bezeichnete.

## Würdigungen
- 1999: Ehrendoktorat, Universität Kopenhagen
- 2006: Ehrendoktorat, Universität Pavia
- 2006: Fellow of the American Academy of Arts and Sciences[17]
- 2007: Fellow of the American Association for the Advancement of Science
- 2015: Award of Excellence, International Society of Neurogastronomy[18]
- 2016: Krieg Lifetime Achievement Award, Cajal Club[19]

## Buchveröffentlichungen

### Als Verfasser
- 1974: The Synaptic Organization of the Brain.[20]
- 1983: Neurobiology.[21]
- 1991: Foundations of the Neuron Doctrine.[22]
- 2010: Creating Modern Neuroscience: The Revolutionary 1950s.[23]
- 2011: Neurogastronomy: How the Brain Creates Flavor and Why It Matters.[14]
- 2016: Neuroenology: How the Brain Creates the Taste of Wine.[16]

### Als Redakteur/Verfasser
- 1995: Segev I, Rinzel J, Shepherd GM, The Theoretical Foundation of Dendritic Function: Selected Papers of Wilfrid Rall.[24]
- 2010: Shepherd GM und Grillner S, Handbook of Brain Microcircuits.[25]
- 2014: Raichle ME und Shepherd GM, Angelo Mosso's Circulation of Blood in the Human Brain.[26]